# Ceulemans Continental Cup 2018
Der Ceulemans Continental Cup 2018 fand vom 14. bis 16. Dezember in Vigean, einem Vorort der französischen Weinstadt Bordeaux statt. Es war der erste Ceulemans Continental Cup.

## Allgemeine Informationen
Der neu eingeführte Ceulemans Continental Cup ist Dreibandturnier in dem Europa gegen Asien spielt. Bei der Siegermannschaft bekommt jeder Spieler ein Preisgeld von 15.000 US$. Die Verlierer bekommen 5.000 US$. Das Turnier wird live bei Kozoom und dem koreanischen Sportsender MBC Sports übertragen.

## Turniermodus
Jeder Kontinent stellt acht Teilnehmer. Diese wurden nach der letzten Weltrangliste des Jahres 2017 ausgewählt. Gespielt wird in einem Staffelsystem auf 600 Punkte. Jeden Tag wird bis 200 Punkte gespielt. Diese sind unterteilt in Abschnitte von 25 Punkten. Spieler 1 von Europa und Spieler 1 aus Asien spielen bis einer die erforderlichen 25 Punkte erzielt hat. Danach wechseln die Spieler. Die Spieler 2 spielen mit den gleichen Spielballpositionen weiter bis einer die 50 Punkte erreicht hat und die Spieler 3 spielen weiter. Im Turniersaal steht nur ein Billardtisch. In einem Vorraum stehen zwei weitere Billardtische, an denen sich die Spieler einspielen können. Damit entsteht keine Einspielpause beim Spielerwechsel.

## Teilnehmer
| Team Europa       | Team Europa |
| ----------------- | ----------- |
| Frédéric Caudron  | Belgien     |
| Eddy Merckx       | Belgien     |
| Dick Jaspers      | Niederlande |
| Marco Zanetti     | Italien     |
| Torbjörn Blomdahl | Schweden    |
| Daniel Sánchez    | Spanien     |
| Murat Naci Çoklu  | Türkei      |
| Jérémy Bury       | Frankreich  |

| Team Asien         | Team Asien |
| ------------------ | ---------- |
| Kim Haeng-jik      | Südkorea   |
| Nguyễn Quốc Nguyện | Vietnam    |
| Choi Sung-won      | Südkorea   |
| Heo Jung-han       | Südkorea   |
| Cho Jae-ho         | Südkorea   |
| Trần Quyết Chiến   | Vietnam    |
| Mã Minh Cẩm        | Vietnam    |
| Kang Dong-koong    | Südkorea   |

## Ergebnisse
Spielzeiten waren jeweils um 11:00, 13:00, 16:00 und 18:00 Uhr für zwei aufeinanderfolgende Spiele.

### Spiele Tag 1 (14. Dezember)
| Spielziel  | Team Europa       | Punkte | Auf. | ED    | HS | Team Asien         | Punkte | Auf. | ED    | HS |
| ---------- | ----------------- | ------ | ---- | ----- | -- | ------------------ | ------ | ---- | ----- | -- |
| 25 Punkte  | Frédéric Caudron  | 25     | 10   | 2,500 | 9  | Kang Dong-koong    | 13     | 10   | 1,300 | 4  |
| 50 Punkte  | Eddy Merckx       | 25     | 10   | 2,500 | 8  | Mã Minh Cẩm        | 19     | 9    | 2,111 | 7  |
| 75 Punkte  | Dick Jaspers      | 25     | 18   | 1,388 | 8  | Trần Quyết Chiến   | 23     | 17   | 1,352 | 7  |
| 100 Punkte | Marco Zanetti     | 25     | 15   | 1,666 | 9  | Cho Jae-ho         | 24     | 14   | 1,714 | 7  |
| 125 Punkte | Torbjörn Blomdahl | 25     | 20   | 1,250 | 7  | Heo Jung-han       | 21     | 19   | 1,105 | 4  |
| 150 Punkte | Daniel Sánchez    | 25     | 21   | 1,190 | 6  | Choi Sung-won      | 25     | 20   | 1,250 | 6  |
| 175 Punkte | Murat Naci Çoklu  | 25     | 21   | 1,190 | 7  | Nguyễn Quốc Nguyện | 11     | 20   | 0,550 | 4  |
| 200 Punkte | Jérémy Bury       | 25     | 27   | 0,925 | 5  | Kim Haeng-jik      | 35     | 26   | 1,346 | 4  |
| ∑          | Team Europa       | 200    | 135  | 1,481 | 9  | Team Asien         | 171    | 135  | 1,266 | 7  |

### Spiele Tag 2 (15. Dezember)
| Spielziel  | Team Europa       | Punkte | Auf. | ED    | HS | Team Asien         | Punkte | Auf. | ED    | HS |
| ---------- | ----------------- | ------ | ---- | ----- | -- | ------------------ | ------ | ---- | ----- | -- |
| 225 Punkte | Jérémy Bury       | 25     | 14   | 1,785 | 5  | Mã Minh Cẩm        | 6      | 13   | 0,461 | 3  |
| 250 Punkte | Daniel Sánchez    | 25     | 8    | 3,125 | 7  | Cho Jae-ho         | 5      | 7    | 0,714 | 2  |
| 275 Punkte | Marco Zanetti     | 25     | 9    | 2,777 | 8  | Choi Sung-won      | 14     | 8    | 1,750 | 7  |
| 300 Punkte | Eddy Merckx       | 25     | 10   | 2,500 | 9  | Kim Haeng-jik      | 12     | 9    | 1,333 | 4  |
| 325 Punkte | Frédéric Caudron  | 25     | 14   | 1,785 | 6  | Nguyễn Quốc Nguyện | 37     | 13   | 2,846 | 6  |
| 350 Punkte | Dick Jaspers      | 25     | 26   | 0,961 | 3  | Heo Jung-han       | 24     | 25   | 0,960 | 6  |
| 375 Punkte | Torbjörn Blomdahl | 25     | 18   | 1,388 | 5  | Trần Quyết Chiến   | 30     | 17   | 1,764 | 7  |
| 400 Punkte | Murat Naci Çoklu  | 25     | 7    | 3,571 | 9  | Kang Dong-koong    | 10     | 6    | 1,666 | 4  |
| ∑          | Team Europa       | 400    | 239  | 1,673 | 9  | Team Asien         | 309    | 239  | 1,292 | 7  |

### Spiele Tag 3 (16. Dezember)
| Spielziel  | Team Europa       | Punkte | Auf. | ED    | HS | Team Asien         | Punkte | Auf. | ED    | HS |
| ---------- | ----------------- | ------ | ---- | ----- | -- | ------------------ | ------ | ---- | ----- | -- |
| 425 Punkte | Jérémy Bury       | 25     | 18   | 1,388 | 4  | Kang Dong-koong    | 49     | 17   | 2,882 | 16 |
| 450 Punkte | Murat Naci Çoklu  | 25     | 19   | 1,315 | 5  | Mã Minh Cẩm        | 27     | 18   | 1,500 | 8  |
| 475 Punkte | Daniel Sánchez    | 25     | 9    | 2,777 | 7  | Trần Quyết Chiến   | 15     | 8    | 1,875 | 5  |
| 500 Punkte | Torbjörn Blomdahl | 25     | 9    | 2,777 | 11 | Cho Jae-ho         | 12     | 8    | 1,500 | 7  |
| 525 Punkte | Marco Zanetti     | 25     | 12   | 2,083 | 7  | Heo Jung-han       | 14     | 11   | 1,272 | 4  |
| 550 Punkte | Dick Jaspers      | 25     | 14   | 1,785 | 7  | Choi Sung-won      | 21     | 13   | 1,615 | 10 |
| 575 Punkte | Eddy Merckx       | 25     | 12   | 2,083 | 8  | Nguyễn Quốc Nguyện | 18     | 11   | 1,636 | 5  |
| 600 Punkte | Frédéric Caudron  | 25     | 10   | 2,500 | 6  | Kim Haeng-jik      | 18     | 9    | 2,000 | 5  |
| ∑          | Team Europa       | 600    | 328  | 1,829 | 11 | Team Asien         | 483    | 328  | 1,472 | 16 |

## Spieler-Abschlusstabelle
| Endklassement | Endklassement      | Endklassement | Endklassement | Endklassement | Endklassement | Endklassement | Endklassement | Endklassement |
| Platz         | Name               | G-U-V         | Pkt.          | Aufn.         | GD            | BED           | HS            |               |
| ------------- | ------------------ | ------------- | ------------- | ------------- | ------------- | ------------- | ------------- | ------------- |
| 1             | Eddy Merckx        | 3-0-0         | 75            | 32            | 2,343         | 2,500         | 9             |               |
| 2             | Marco Zanetti      | 3-0-0         | 75            | 36            | 2,083         | 2,777         | 9             |               |
| 3             | Dick Jaspers       | 3-0-0         | 75            | 58            | 1,293         | 1,785         | 8             |               |
| 4             | Daniel Sánchez     | 2-1-0         | 75            | 38            | 1,973         | 3,125         | 9             |               |
| 5             | Frédéric Caudron   | 2-0-1         | 75            | 34            | 2,205         | 2,500         | 9             |               |
| 6             | Murat Naci Çoklu   | 2-0-1         | 75            | 47            | 1,595         | 3,571         | 9             |               |
| 7             | Torbjörn Blomdahl  | 2-0-1         | 75            | 47            | 1,595         | 2,777         | 11            |               |
| 8             | Kang Dong-koong    | 1-0-2         | 72            | 33            | 2,181         | 2,882         | 16            |               |
| 9             | Trần Quyết Chiến   | 1-0-2         | 68            | 42            | 1,619         | 1,764         | 7             |               |
| 10            | Nguyễn Quốc Nguyện | 1-0-2         | 66            | 44            | 1,500         | 2,846         | 6             |               |
| 11            | Kim Haeng-jik      | 1-0-2         | 65            | 44            | 1,477         | 1,346         | 5             |               |
| 12            | Mã Minh Cẩm        | 1-0-2         | 52            | 40            | 1,300         | 1,500         | 8             |               |
| 13            | Jérémy Bury        | 1-0-2         | 75            | 59            | 1,271         | 1,785         | 5             |               |
| 14            | Choi Sung-won      | 0-1-2         | 60            | 41            | 1,463         | 1,250         | 10            |               |
| 15            | Cho Jae-ho         | 0-0-3         | 41            | 29            | 1,413         | -             | 7             |               |
| 16            | Heo Jung-han       | 0-0-3         | 59            | 55            | 1,072         | -             | 6             |               |

| Legende | Legende                                       |
| --- | --------------------------------------------- |
| Abk. | Bedeutung                                     |
| Pkt. | erzielte Punkte                               |
| Aufn. | benötigte Aufnahmen                           |
| ED | Einzeldurchschnitt                            |
| GD | Generaldurchschnitt                           |
| VGD | Verhältnismässiger Generaldurchschnitt        |
| BMD | Bester Mannschaftsdurchschnitt                |
| BED | Bester Einzeldurchschnitt                     |
| BSD | Bester Satzdurchschnitt                       |
| BEVD | Bester Einzel Verhältnismässiger Durchschnitt |
| HS | Höchstserie                                   |
| MP | Match Points                                  |
| PP | Partie Punkte                                 |
| G-U-V | Gewonnen-Unentschieden-Verloren               |
| SV | Satzverhältnis                                |
| WRP | Weltranglistenpunkte                          |
| | 1. Platz (Gold)                               |
| | 2. Platz (Silber)                             |
| | 3. Platz (Bronze)                             |
| | Bester GD des Turniers/Runde                  |
| | Bester VGD des Turniers/Runde                 |
| | Bester ED des Turniers/Runde                  |
| | Bester BVGD des Turniers/Runde                |
| | Beste HS des Turniers/Runde                   |
| (Evtl. finden nicht alle Begriffe Anwendung oder einige sind nicht aufgeführt. Diese können in der Liste der Karambolage-Begriffe nachgesehen werden.) |                                               |